# (33992) 2000 OQ
2000 أو كيو (ويعرف أيضًا باسم (33992) 2000 أو كيو وفق تسمية الكوكب الصغير) (بالإنجليزية: 2000 OQ)‏ هو كويكب ضمن حزام الكويكبات؛ وترتيبه 33992 من حيث الاكتشاف.
اكتُشف هذا الجُرم الفلكي بواسطة جون بروفتون في 23 يوليو 2000.

## وصلات خارجية
- (33992) 2000 OQ في قاعدة بيانات مختبر الدفع النفاث لأجرام النظام الشمسي الصغيرة

- الاكتشاف · مخطط المدار ·  العناصر المدارية · المعلمات المادية

- (33992) 2000 OQ على موقع ويكي سكاي: DSS2, SDSS, GALEX, IRAS, Hydrogen α, X-Ray, Astrophoto, Sky Map, Articles and images